# スキャンダル (2024年のテレビドラマ)
『スキャンダル』（朝: 스캔들）は2024年韓国のテレビドラマ。KBS2連続ドラマとして放送された。全102話。
資産家の財産を乗っ取りドラマ制作会社を興した女性実業家と父を失いドラマ脚本家となった女性が繰り広げる復讐劇。

## 出演
- ハン・チェヨン
- ハン・ボルム

## スタッフ
- 演出：チェ・ジヨン
- 脚本：ファン・スニョン

## 放送期間
- 2024年6月17日 - 11月29日
  - 毎週月曜 - 金曜、19時50分 - 20時30分

### 日本での放送
日本での放送は2024年10月9日、KBSワールドで開始された。
- 2024年10月9日 - 2025年4月2日
  - 毎週水曜・木曜、22時00分 - 23時20分（2話連続）
    - 毎週日曜日、7時45分 - 10時30分（4話連続）※再放送
      - 毎週月曜・火曜、15時15分 - 16時30分（2話連続）※再々放送